# Lake Keretā
Der Lake Keretā ist ein See im Rodney Ward des Auckland Council auf der Nordinsel von Neuseeland.

## Geographie
Der Lake Keretā befindet sich auf der Te Korowai-o-Te-Tonga Peninsula, nordöstlich und längsseits des Woodhill Forest, rund 1,5 km von dem Te Oneone Rangatira Beach und damit von der Tasmansee entfernt. Auf der gegenüberliegenden Seite ist in einem Abstand von rund 7 km in nordöstlicher sowie südöstlicher Richtung der südliche Teil des Kaipara Harbour zu finden. Der längliche und schmale Dünensee erstreckt sich über eine Länge von rund 1,7 km und misst an seiner breitesten Stelle rund 300 m. Dabei umfasst der bis zu 2,3 m tiefe See, eine Fläche von 32,5 Hektar bei einem Seeumfang von rund 4,27 km.
Wasserzuläufe und -abläufe des Sees sind nicht zu erkennen. Am südöstlichen Ende des Sees befindet sich ein kleiner 0,87 Hektar großer See und am nordwestlichen Ende folgt eine Kette von drei 2,0 Hektar, 2,2 Hektar und 0,27 Hektar großen Seen, die allesamt keine Verbindung an der Oberfläche zueinander zu haben scheinen.

## Geschichte
Im Jahr 2022 hatte der See allerdings mit nur einem Meter Tiefe und einer Ausdehnung von 23,6 Hektar einen extrem niedrigen Wasserstand, was auch zu einem partiellen Fischsterben führte.

## Geologie
Größere Sandablagerungen an der Te Korowai-o-Te-Tonga Peninsula in Richtung Tasmansee, die heute als Dünen erkennbar sind, bildeten sich zeitlich gesehen in fünf Schritten und zwar vor zwischen 3000 und 4500 Jahren (1), vor zwischen 2000 und 3000 Jahren (2), vor zwischen 1500 und 2000 Jahren (3), vor zwischen 300 und 1500 Jahren (4) und vor weniger als 300 Jahren (5). Durch die Dünenbildung entstanden an verschiedenen Stellen auch Dünenseen und sogenannte Dünenkontaktseen, von denen letzterer der Lake Keretā einer ist. Man geht davon aus, dass der See von dem dritten Dünengürtel aufgestaut wurde und somit vor zwischen 1500 und 2000 Jahren entstanden ist.